# Hôpital d'instruction des armées Robert-Picqué
L’hôpital d’instruction des armées Robert Picqué (HIA Robert Picqué) est un hôpital militaire français situé à Villenave-d'Ornon, commune située près Bordeaux. Il est géré par le Service de santé des armées et accueille des patients tant militaires que civils.

## Description
L'hôpital est susceptible d'accueillir en permanence tout type de blessés (blessures viscérales, traumatismes des membres, de la face ou crâniens, brûlures…). 
L’hôpital tire son nom de Robert Picqué, médecin militaire français.
Comme les sept autres hôpitaux d’instruction des armées, l’hôpital Robert Picqué est un hôpital public du Ministère des Armées, qui assure des fonctions hospitalo-universitaires. 
Il est ouvert à l’ensemble des assurés sociaux, même sans lien avec le ministère des Armées. 
Sa mission première est représentée par le soutien des forces militaires, notamment celles participant aux missions extérieures. À côté de cette mission, il assure son rôle d’hôpital de proximité au profit des civils puisqu’il concourt au service public hospitalier et aux plans gouvernementaux de santé.